# Ассоциация дилеров автомобилей с пробегом
Ассоциация дилеров автомобилей с пробегом — украинская некоммерческая саморегулируемая организация, объединяет автодилеров, реализующих транспортные средства бывшие в эксплуатации. Создана летом 2008 года.
Площадки по продаже подержанной техники имеют практически все крупные украинские автосалоны, однако деятельности дилеров на вторичном рынке мешает повсеместное распространение нелегальных схем и практика торговли на стихийном рынке, с целью защитить интересы официальных дилеров и была создана ассоциация.

## Деятельность
Ассоциация отстаивает интересы дилеров в государственных органах, в частности лоббируется принятие Верховной радой Украины законопроекта, который легализует торговлю автомобилями по схеме trade-in. Законопроект был принят в первом чтении в ноябре 2009 года.
Ассоциация взаимодействует с представителями смежных отраслей бизнеса. В частности, по её инициативе внедрена и активно распространяется среди дилеров услуга гарантии на автомобили с пробегом
Также ассоциация содействует предпринимателям в открытии автосалонов, площадок по продаже автомобилей с пробегом, автомобильных комплексов во всех регионах Украины.